# Самоубилачки напад
Самоубилачки напад је израз којим се описује насилни чин који за циљ има да изазове смрт једног или већег броја особа, односно да изазове велику материјалну штету, а који се изводи на начин који изазива неизбежну смрт самог починитеља, а који је тиме унапред упознат и помирен, чиме такав чин истовремено представља и самоубиство.
Самоубилачке нападе могу изводити појединци, као и групе више особа. У прошлости су се самоубилачки напади знали користити у конвенционалним сукобима, било у тактичке сврхе, било као део стратегије (при чему су најпознатији примјер јапанске камиказе у Другом свјетском рату. Данас се самоубилачки напади најчешће везују уз терористичке активности илегалних паравојних формација, односно као средство тзв. асиметричног ратовања којим слабија страна настоји, прије свега психолошки, исцрпити ону која је бројчано и технички јача. Самоубилачки напади се обично везују уз милитантне облике исламског фундаментализма, иако су кориштени и од не-исламских, односно националистичких организација, па су тако представљали омиљену тактику Ослободилачлих тигрова тамиског Елама, сепаратистичког покрета који је окупљао претежно хиндуске Тамиле у Шрилаканском грађанском рату од 1983. до 2009. године.
Према једној студији 1981. и 2006. одиграло се свеукупно 1.200 самоубилачких напада, који су чинили тек 4% свих терористичких напада, али су однијели 32% свеукупних жртава тероризма (14.599 особа). Најпознатији и најспектакуларнији терористички чин у модерној историји, напади 11. септембра 2001. су такође представљали самоубилачки напад.